# Октав Бенчіле
Окта́в Бенчі́ле (рум. Octav Băncilă; 1872 —†1944) — видатний румунський живописець-реаліст. Народився у м. Ботошані.
У своїй творчості Бенчілевідображав життя селян і міських пролетарів, їх визвольну боротьбу: «Туга за батьківщиною» (1891), «Емігранти» (1904), «Робітник, що відпочиває» (1905), «Страйкар» (1914), «Мир» (1916), «Робітник» (1927). Створив цикл картин про селянське повстання 1907 року: «Перед повстанням» («Відчай»), «1907 рік», «Братська могила» та ін.

## Деякі твори

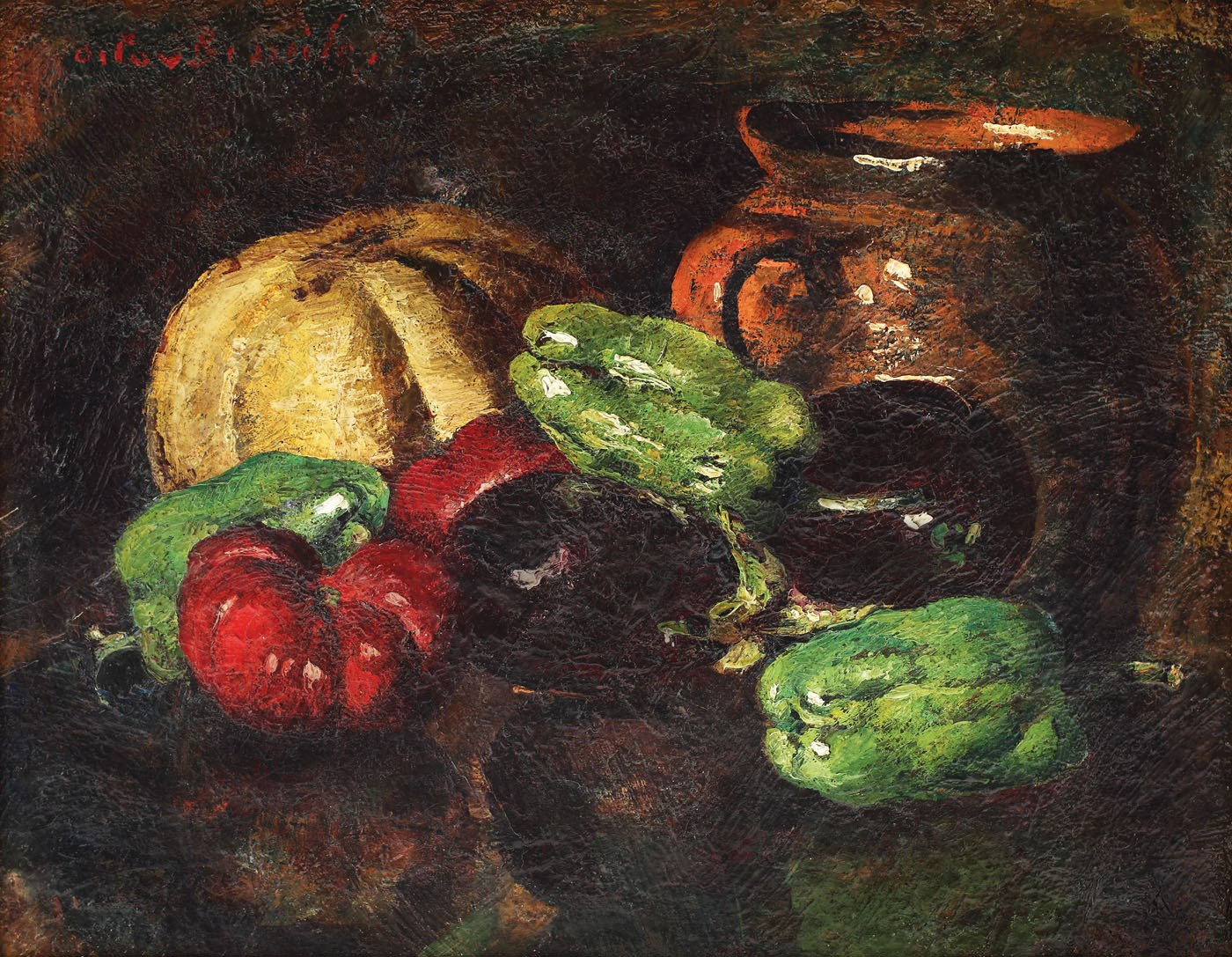
Натюрморт
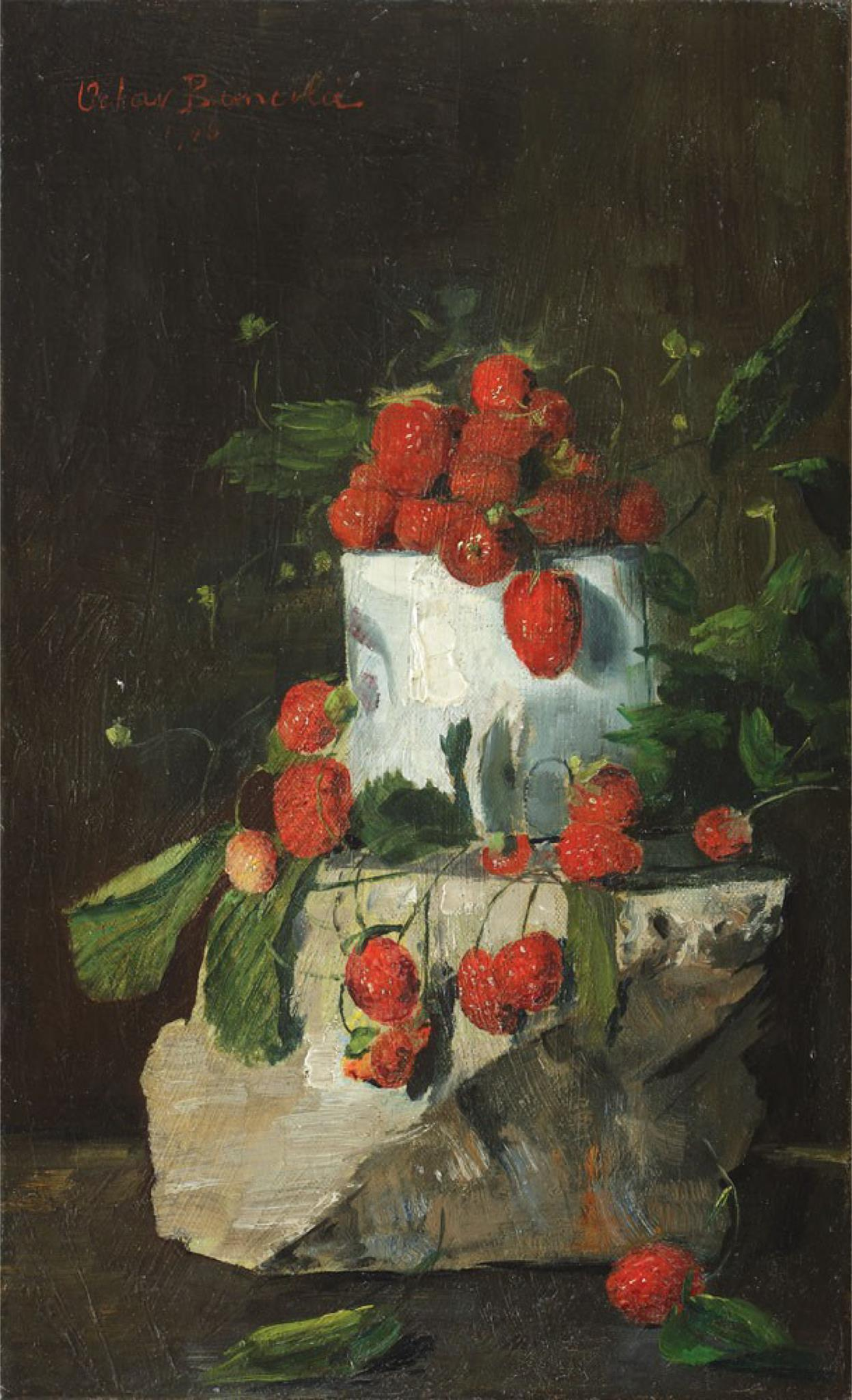
Суниці
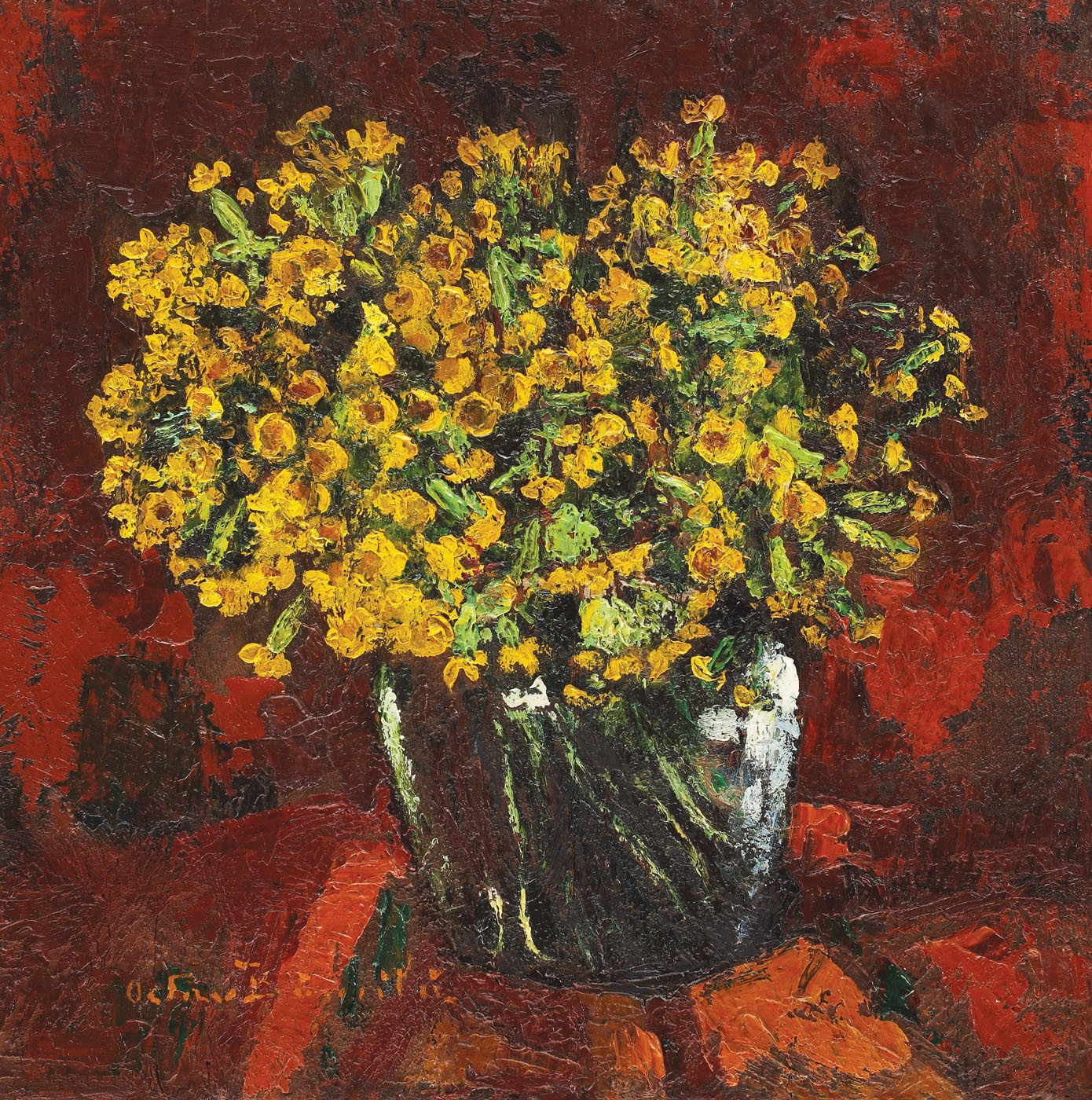
Ваза з примулою
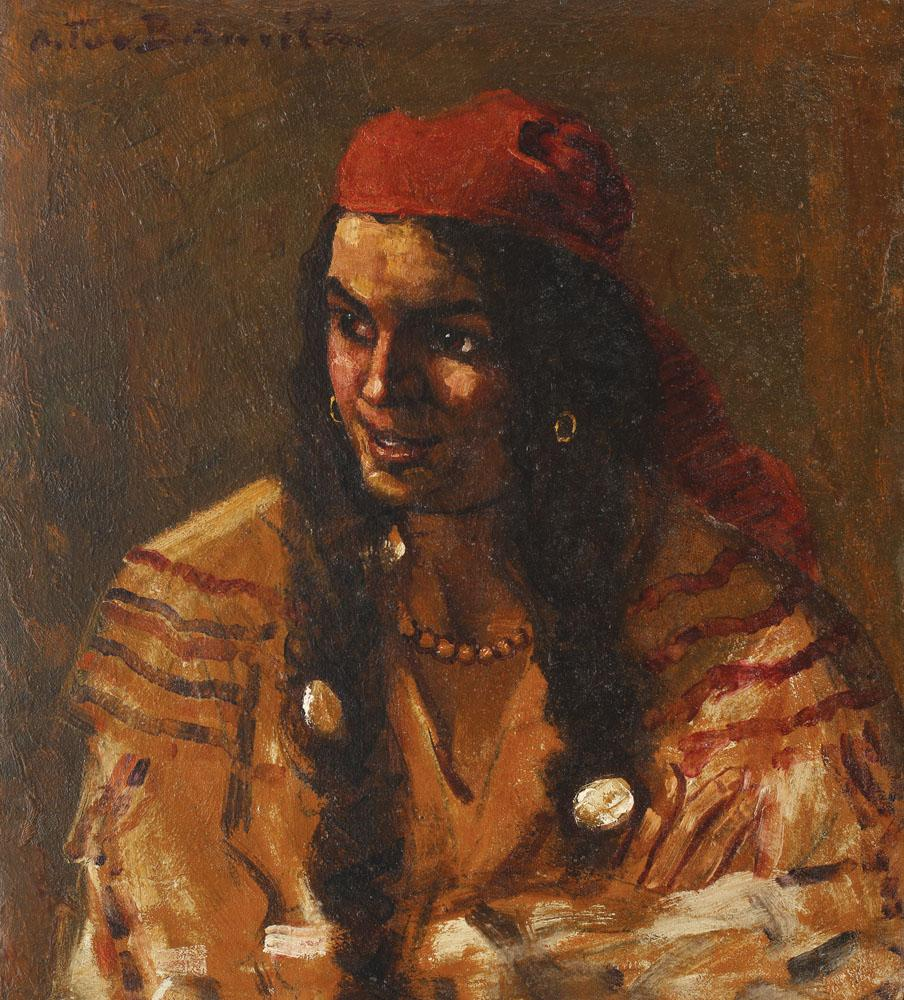
Циганка з червоним шарфом
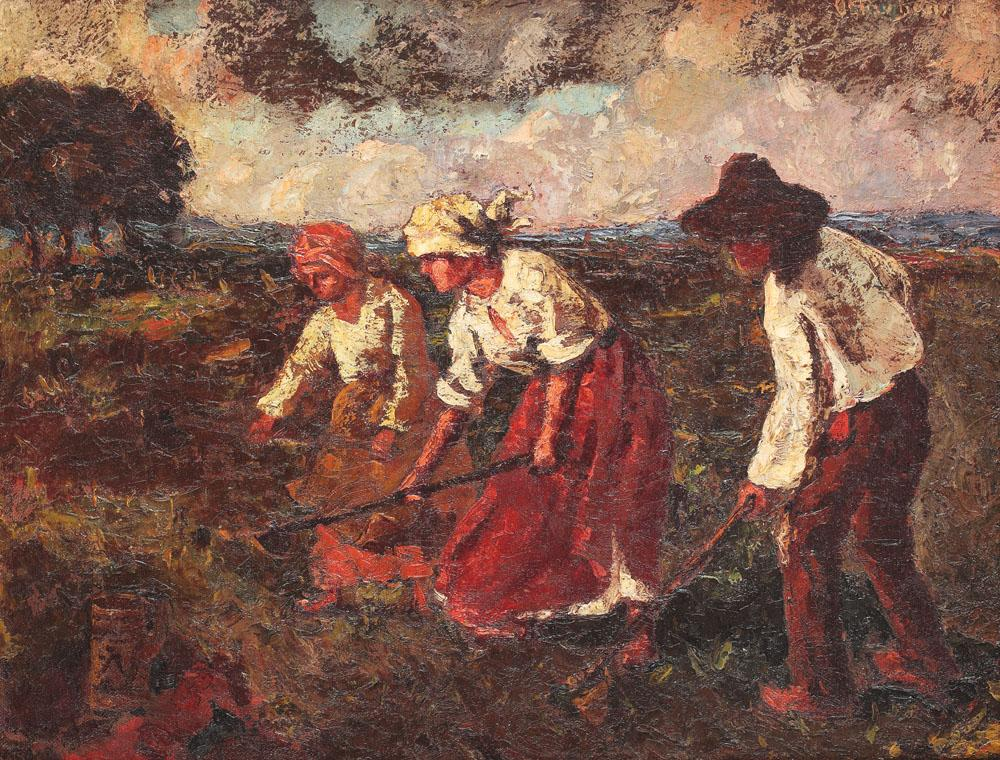
Робота в полі
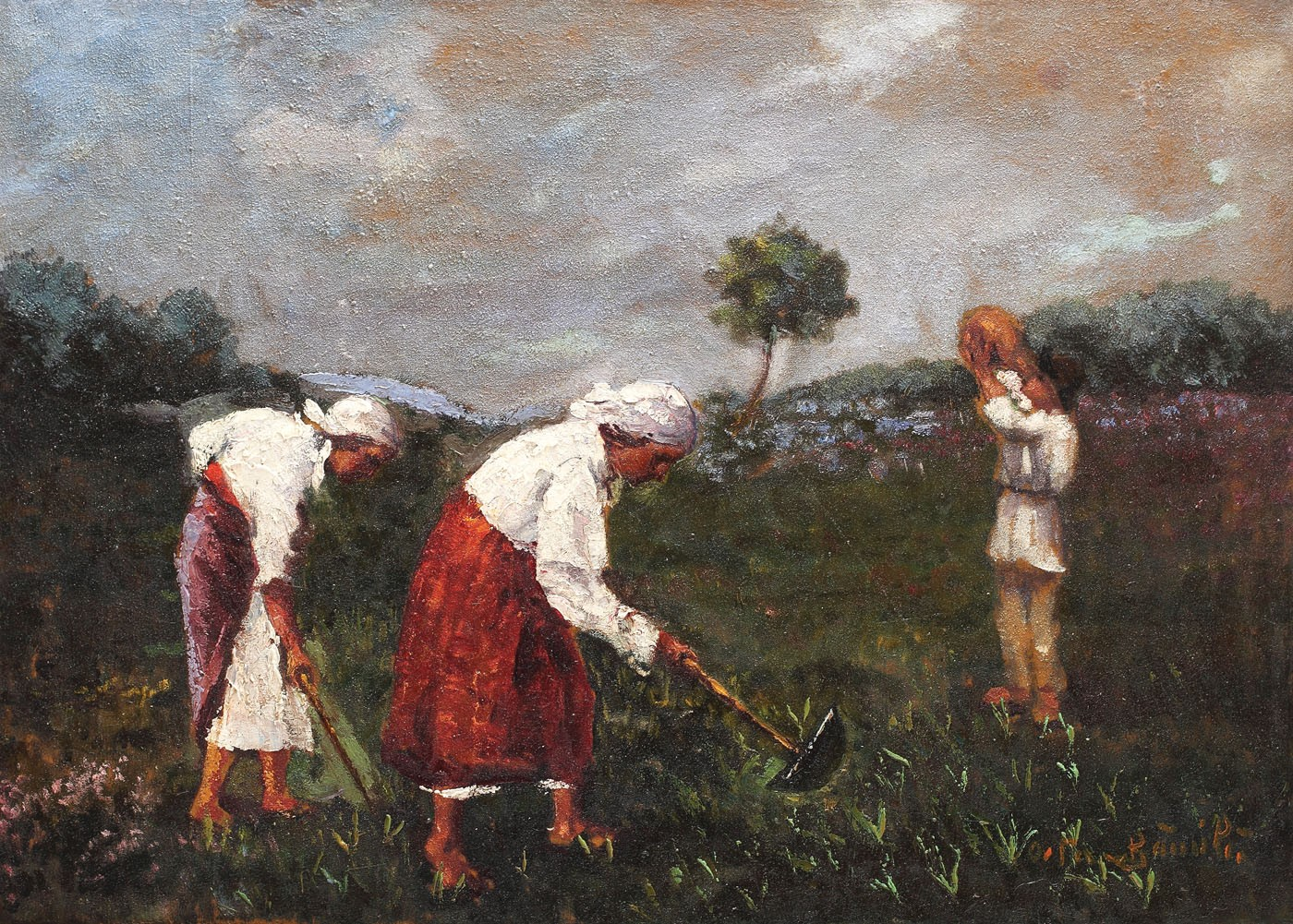
Обробка картоплі
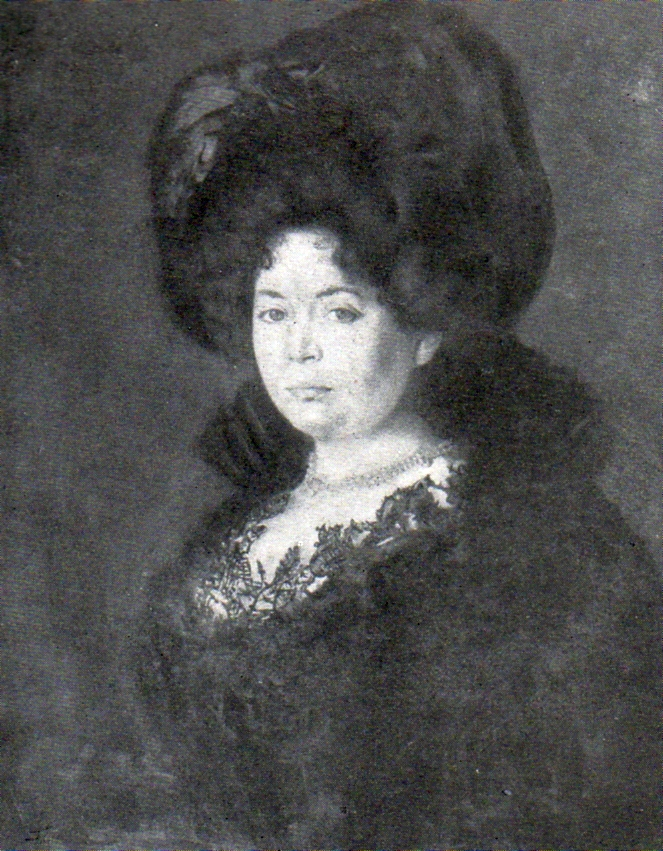
Дама Ульріх